# Rio Corlat
O Rio Corlat é um rio da Romênia, afluente do Olt, localizado no distrito de Covasna.